# Мартін Алунд
Мартін Алунд (ісп. Martín Alund; нар. 26 грудня 1985) — колишній аргентинський тенісист.
Найвищу одиночну позицію світового рейтингу — 84 місце досяг 18 березня 2013, парну — 103 місце — 19 листопада 2012 року.
Завершив кар'єру 2017 року.

## Фінали за кар'єру

### Челленджери, одиночний розряд: 3 (0–3)
| Легенда              |
| -------------------- |
| Серія ATP Челленджер |

| Результат | Ранг | Дата              | Турнір              | Покриття | Суперник        | Рахунок       |
| --------- | ---- | ----------------- | ------------------- | -------- | --------------- | ------------- |
| Поразка   | 1.   | 24 листопада 2008 | Канкун, Мексика     | Ґрунт    | Грега Жемля     | 2–6, 1–6      |
| Поразка   | 2.   | 1 липня 2012      | Мілан, Італія       | Ґрунт    | Томмі Робредо   | 3–6, 0–6      |
| Поразка   | 3.   | 14 жовтня 2012    | Сан-Хуан, Аргентина | Ґрунт    | Тіємо де Баккер | 2–6, 6–3, 2–6 |